# شبح (فیلم ۱۹۶۳)
شبح (انگلیسی: The Ghost) فیلمی در ژانر ترسناک به کارگردانی ریکاردو فردا است که در سال ۱۹۶۳ منتشر شد.